# Exotherm proces

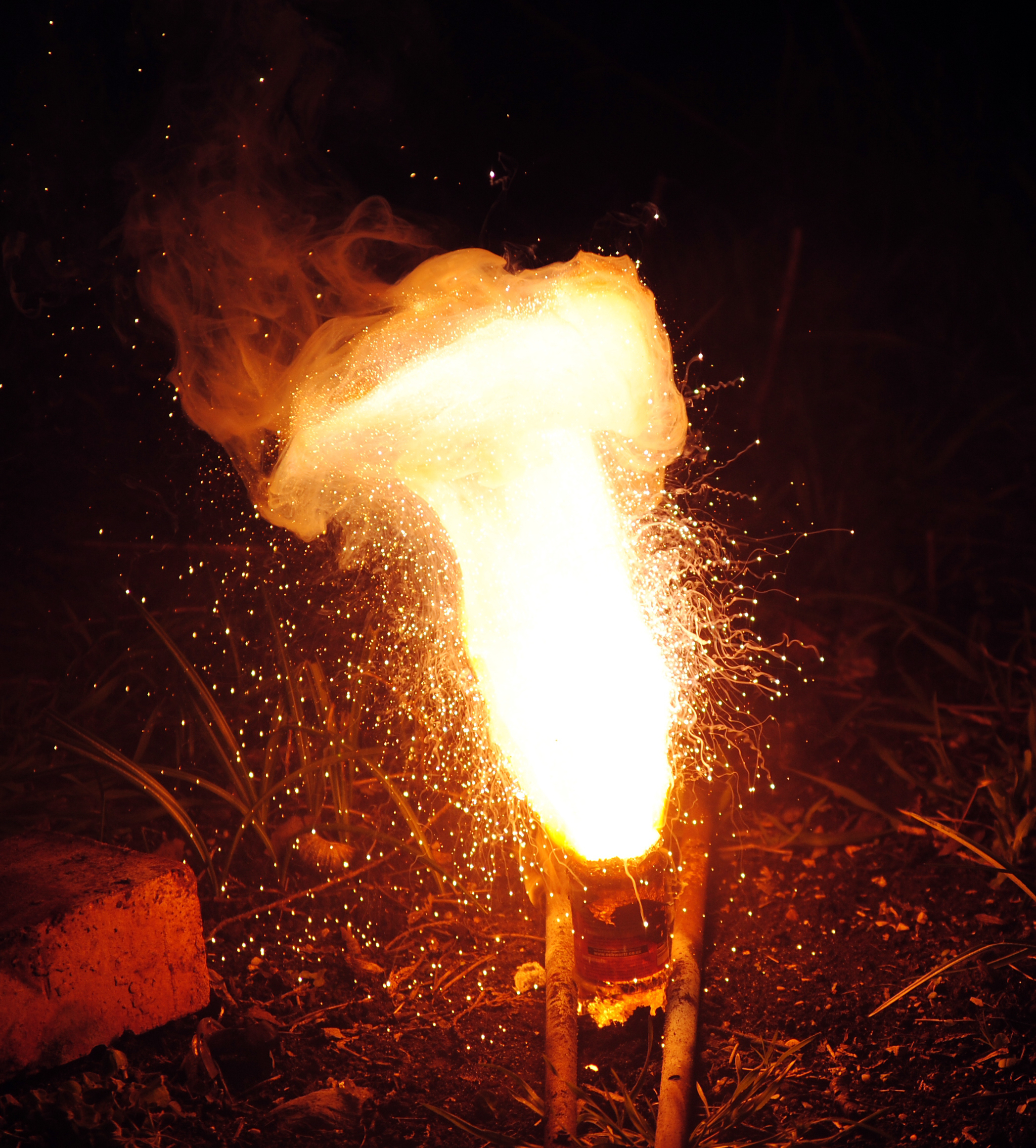
De thermietreactie in de metallurgie is een klassiek voorbeeld van een exotherm proces.

Een exotherm of exo-energetisch proces is in de thermodynamica een proces waarbij energie vrijkomt, die vervolgens wordt afgegeven aan de omgeving. Dit proces kan een fysisch proces, bijvoorbeeld een faseovergang, of een chemische reactie betreffen. 

## Fysische processen
De faseovergangen stolling (bijvoorbeeld de vorming van ijs) en condensatie (zoals het ontstaan van regendruppels) zijn exotherm: er komt warmte bij vrij. Omgekeerd dient, om  ijs in water om te zetten, of om regenwater te verdampen, warmte (respectievelijk smelt- en verdampingswarmte) te worden toegevoegd: dit zijn endotherme processen.

## Chemische processen
Chemische reacties zijn exotherm wanneer de bindingen die tijdens de reactie worden verbroken meer energie bevatten dan de nieuwe bindingen die bij de reactie worden gevormd. Tijdens de reactie wordt energie die is opgeslagen in de chemische bindingen (chemische energie) omgezet in andersoortige energie, met name licht (chemoluminescentie) en reactiewarmte, energie die dus voor de nieuw te vormen chemische bindingen verloren gaat. Voorbeelden van exotherme reacties zijn alle verbrandingsreacties en het oplossen van een niet-edel metaal in een zuur. Exotherme reacties verlopen vaak spontaan of gemakkelijk, soms zelfs explosief.